# Wspólnota administracyjna Götschetal-Petersberg
Wspólnota administracyjna Götschetal-Petersberg (niem. Verwaltungsgemeinschaft Götschetal-Petersberg) – była wspólnota administracyjna położona w Niemczech, w kraju związkowym Saksonia-Anhalt, w powiecie Saale. Siedziba wspólnoty znajdowała się w Götschetal. Została rozwiązana w styczniu 2010 roku.
Wspólnota administracyjna Götschetal-Petersberg składała się z następujących gmin:
1. Brachstedt
2. Götschetal
3. Krosigk
4. Kütten
5. Morl
6. Ostrau
7. Petersberg